# Bătălia de la Simeria
În decembrie 1848 revoluționarii maghiari intră în Ungaria propriu-zisă, unde se luptă împotriva trupelor române și țariste ruse. Pe 4 februarie 1849, după o înfrângere dură, ungurii se retrag la Sibiu spre Sebeș până la podul Simeria.
Scopul austriecilor era să meargă în Valea Mureșului spre Timișoara prin distragerea ungurilor de la atacul principal